# Herrmann Haensch

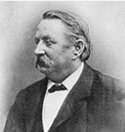
Herrmann Haensch

Wilhelm Herrmann Haensch (* 14. April 1832 in Berlin; † 7. Mai 1896 ebenda) war ein deutscher Mechaniker und Optiker.

## Leben
Herrmann Haensch war bei Wilhelm Langhoff in die Mechanikerlehre gegangen. Nach der Lehre ging Herrmann Haensch auf Gesellenwanderschaft und arbeitete u. a. für Hofmann (Paris) und Ross & Co (London). Zurück in Berlin gründete Herrmann Haensch eine Werkstatt in der Adalbertstraße 82 und später in der Karlsstraße 8 und fertigte Mikroskope.
Am 24. April 1864 gründet Herrmann Haensch gemeinsam mit dem Mechaniker Franz Schmidt die Firma Franz Schmidt & Haensch in Berlin, in der Dragonerstraße 19. Franz Schmidt war für die Saccharimeter und Polarisationsinstrumente zuständig und Herrmann Haensch für Mikroskope und Spektroskope.
Herrmann Haensch konstruierte 1864 nach Vorgaben von Rudolf Virchow ein Trichinenmikroskop. Insbesondere die mechanische Präzision und Qualität ihrer Arbeit führten in der Folge viele Wissenschaftler zu den Werkstätten von Franz Schmidt und Herrmann Haensch.
Herrmann Haensch war Mitbegründer des Fachvereins Berliner Mechaniker (heute Deutsche Gesellschaft für Mechanik und Optik) und Gründungsmitglied der Physikalisch-Technische Reichsanstalt (PTR/PTRA), der heutigen Physikalisch-Technische Bundesanstalt.
1884 war Herrmann Haensch Mitbegründer des Woltersdorfer Verschönerungsvereines. Haensch machte sich beim Bau des Aussichtsturms auf den Kranichsbergen besonders verdient. Von 1887 bis 1889 war er Vorsitzender des Verschönerungsvereines.
1893 wurden die letzten Mikroskope von Wilhelm Haensch gefertigt.
Das Unternehmen wechselte mehrfach den Standort, so zog es später in die Schönhauserstraße 2 und dann in die Prinzessinnenstraße 16. Der aktuelle Firmensitz der Schmidt + Haensch GmbH & Co. befindet sich in der Waldstraße 80/81 in Berlin-Reinickendorf.
Haensch war seit 1879 in zweiter Ehe mit Anna, geb. Erdt verheiratet.